# Ле Карпантье, Жан-Батист
Жан-Батист Ле Карпантье (Лекарпантье) (фр. Jean-Baptiste Le Carpentier; 1 июня 1759 — 27 января 1829) — революционный деятель во Франции.
Член группы монтаньяров в Конвенте, подал голос за смерть Людовика XVI и за преследование Жиронды. В 1793 году послан против вандейцев и с неумолимой жестокостью относился к священникам и аристократам. После 9 термидора Карпантье остался верен своей партии и был арестован по поводу восстания 1 прериаля (20 мая 1795 года), но амнистирован и жил с тех пор в Валони, где был адвокатом. Изгнанный, как цареубийца, в 1816 году, Карпантье самовольно вернулся, был арестован и приговорен к ссылке, в которой и умер.